# 大卫·欧·拉塞尔
戴维·歐文·拉塞尔（英语：David Owen Russell，1958年8月20日—），美国电影导演、编剧、制片人，至今曾在2011-2013年连续三年获得奥斯卡最佳导演奖提名，并捧出了三位奥斯卡得主，尤其《乌云背后的幸福线》捧出第一位90后奥斯卡影后詹妮佛·劳伦斯。

## 家人
大衛·歐·羅素的父親是猶太人。母親有意大利血統，是天主教徒。

## 事业
1981年毕业于马萨诸塞州安默斯特学院。1987年，自编自导了一部短片Bingo Inferno。1990年，他得到资助，拍摄了喜剧短片《Hairway to the Stars》。1994年拍摄了他的长片处女作《打猴子》（一译“爱上老妈”，Spanking the Monkey ），讲述了一个恋母情结的故事。该片当年在美国独立电影界产生巨大影响，获得了圣丹斯电影节观众奖。
2010年导演的拳击电影《燃燒鬥魂》赢得第68屆金球獎和第83屆奧斯卡金像奖最佳男、女配角2个奖，以及得到奥斯卡最佳电影、导演、原创剧本、剪辑4项提名。
2012年编剧执导的喜剧剧情片《乌云背后的幸福线》赢得第17届卫星奖最佳影片、导演、男主角、女主角和剪接5个奖，以及获得第85届奥斯卡金像奖最佳影片、导演、改编剧本等8项提名，赢得最佳女主角奖。
2013年喜剧犯罪片《美国骗局》由群星主演，赢得第71届金球奖音乐喜剧类最佳影片、最佳女主角和最佳女配角，以及第86届奥斯卡金像奖最佳影片、导演、原创剧本等计10项提名。

## 风格
戴维是1990年代之后北美重要的独立导演，较有个性、比较有自个想法，擅长反类型风格，多次与独立片商韦恩斯坦合作。
他的反类型风格，主要基于其作品中那些神经质的角色和一贯的家庭主题。“从《打猴子》中的母子乱伦，到《与灾难调情》中的各种神经质角色，一直到《斗士》里的强势老妈与《乌云背后的幸福线》中的暴躁儿子。电影中一个又一个患着各种奇怪心理病的角色，让这些本该是公路片、运动励志片、爱情片或是犯罪惊悚片的传统类型片，都变得神经兮兮。”“这些因性格问题，本该是社会边缘人物的角色，却一直是戴维作品中的主流，通过对这些人的关注，形成其独有的作品标签。”在指导演员表演方面，戴维一直推崇和鼓励即兴表演，即尽量让演员在合情合理的范围内较有个性、灵活发挥，并不刻板拘泥于剧本的束缚。

## 影視作品
| 年份   | 影片                 | 影片                    | 角色             | 备注 |
| 年份   | 譯名                 | 原名                    | 角色             | 备注 |
| ------ | -------------------- | ----------------------- | ---------------- | --- |
| 1987年 |                      | Bingo Inferno           | 编剧、导演、监制 | |
| 1990年 |                      | Hairway to the Stars    | 导演             | |
| 1994年 | 《打猴子》           | Spanking the Monkey     | 编剧、导演、监制 | 第一部长片 |
| 1996年 | 《与灾难调情》       | Flirting with Disaster  | 编剧、导演       | |
| 1999年 | 《夺金三王》         | Three Kings             | 编剧、导演       | |
| 2002年 | 《屠戮法则》         | The Slaughter Rule      | 制片人           | 独立电影 |
| 2004年 | 《王牌播音员》       | Anchorman               | 制片人           | |
| 2004年 | 《我爱哈克比》       | I Heart Huckabees       | 编剧、导演、监制 | |
| 2004年 |                      | Soldiers Pay            | 制片人           | 纪录片 |
| 2009年 |                      | Nailed                  | 编剧、导演       | |
| 2009年 | 《太空宇航员》       | Outer Space Astronauts  | 制片人           | 电视剧 |
| 2010年 | 《燃燒鬥魂》         | The Fighter             | 导演             | 奥斯卡最佳男配角 奥斯卡最佳女配角 提名—奧斯卡最佳導演獎 提名—金球獎最佳導演                                                                    |
| 2012年 | 《乌云背后的幸福线》 | Silver Linings Playbook | 导演、编剧       | 奥斯卡最佳女主角 第37届多伦多电影节人民选择奖 英國電影學院獎最佳改編劇本 提名—奧斯卡最佳改編劇本獎 提名—奧斯卡最佳導演獎 提名—金球獎最佳劇本   |
| 2013年 | 《美国骗局》         | American Hustle         | 导演、编剧       | 英國電影學院獎最佳原创劇本 提名—金球獎最佳劇本 提名—金球獎最佳導演 提名—奧斯卡最佳原创劇本獎 提名—奧斯卡最佳導演獎 提名—英國電影學院獎最佳導演 |
| 2015年 | 《情人眼中釘》       | Accidental Love         | 编剧、导演       | 网络直映 |
| 2015年 | 《翻轉幸福》         | Joy                     | 编剧、导演       | 提名—奧斯卡最佳女主角獎 |
| 2022年 | 《阿姆斯特丹》       | Amsterdam               | 編劇、導演       | |
| TBA    | 《馬登》             | Madden                  | 编剧、导演、监制 | |